# XV Premis Turia
Els XV Premis Turia foren concedits l'1 de juliol de 2006 per la revista valenciana Cartelera Turia amb la intenció de guardonar les persones i col·lectius que haguessen destacat l'any anterior en qualsevol de les categories i seccions que cobria la revista: cinema (pel·lícula espanyola i estrangera, actor i actriu), teatre, arts plàstiques, literatura, gastronomia, mitjans de comunicació, esports, música, literatura i actors porno. La llista de guanyadors era escollida per l'equip de redactors i col·laboradors de la revista.
Prèviament a la gala d'entrega Romà Gubern va presentar el llibre Memorias de una pornostar de Celia Blanco, es va celebrar la Sexparty VIII a la Sala Caimán i es van organitzar trobades amb Víctor Mora i Javier Cercas. L'entrega es va dur a terme a l'Auditori del Centre Cultural de Burjassot, fou presentada novament per Tonino i Juanjo de la Iglesia i amenitzada pel còmic valencià Xavi Castillo amb el seu esquetx Jo sí que t'espere i el músic brasiler Leo Minax.
El premi consisteix en una estàtua que imitava la que sortia a la mítica pel·lícula El falcó maltès (1950) de John Huston.

## Guardons
Els guanyadors de l'edició foren:
| Categoria                              | Premiat                                             | Labor premiada                                                   |
| -------------------------------------- | --------------------------------------------------- | ---------------------------------------------------------------- |
| Millor Pel·lícula Espanyola            | La vida secreta de les paraules                     | Isabel Coixet                                                    |
| Millor Pel·lícula Espanyola            | Habana Blues                                        | Benito Zambrano                                                  |
| Millor Pel·lícula Estrangera           | Le chiavi di casa                                   | Gianni Amelio                                                    |
| Millor Opera Prima                     | 15 días contigo                                     | Jesus Ponce                                                      |
| Premi nous realitzadors                | Segundo asalto                                      | Daniel Cebrián                                                   |
| Premi Especial Cinema                  | Jorge Perugorría                                    | -                                                                |
| Premi Especial Cinema                  | Cinema d'Estiu a l'Eliana                           |                                                                  |
| Premi Especial Turia                   | Para que no me olvides                              | Patricia Ferreira                                                |
| Premi Especial Turia                   | Festival Internacional de Cinema del Sàhara         | -                                                                |
| Premi Especial Turia                   | Aigua amb sal                                       | Pedro Pérez Rosado                                               |
| Premi millor documental                | El cielo gira                                       | Mercedes Álvarez                                                 |
| Premi millor documental                | Más allá de la alambrada                            | Pau Vergara                                                      |
| Premi millor curtmetratge valencià     | Civilizados                                         | Rafa Montesinos                                                  |
| Premi millor telefilm valencià         | Omar Martínez                                       | Pau Martínez González                                            |
| Millor Actriu                          | Emma Vilarasau                                      | Para que no me olvides                                           |
| Millor Actor Revelació                 | Álex González                                       | Segundo asalto                                                   |
| Millor Actriu Revelació                | Isabel Ampudia                                      | 15 días contigo                                                  |
| Millor contribució teatral             | 84, Charing Cross Road                              | Germinal Produccions, dirigida per Isabel Coixet.                |
| Millor contribució arts plàstiques     | José Morea                                          |                                                                  |
| Millor contribució gastronòmica        | Restaurant El Tossal, València                      | -                                                                |
| Millor contribució a la cultura del vi | Club de Vins Verema.com                             | -                                                                |
| Millor contribució cívica              | Col·lectiu Lambda de Lesbianes, Gais i Transsexuals |                                                                  |
| Millor contribució literària           | Javier Cercas                                       | La velocidad de la luz                                           |
| Millor contribució esportiva           | Susana Pareja Ibarra                                | Jugadora de handbol, capitana del Cementos La Unión de Riba-roja |
| Premi "La Turia te pone verde"         | Comissió pel Trasllat de la Subestació de Patraix   | -                                                                |
| Millor contribució cultural del còmic  | Víctor Mora                                         | Creador del Capitán Trueno (50è Aniversari)                      |
| Millor programa de televisió           | Amar en tiempos revueltos                           | Diagonal TV                                                      |
| Millor Actriu Porno Europea            | Angelika Wild                                       |                                                                  |
| Premi Huevo de Colón                   | Xavi Castillo                                       |                                                                  |

## Premi per votació dels lectors
| Categoria                    | Pel·lícula                      | Director      |
| ---------------------------- | ------------------------------- | ------------- |
| Millor pel·lícula espanyola  | La vida secreta de les paraules | Isabel Coixet |
| Millor pel·lícula estrangera | Match Point                     | Woody Allen   |